# Национальный трудовой охранный батальон
Национальный трудовой охранный батальон (лит. Tautinio darbo apsaugos batalionas, сокращённо TDA) — литовская военизированная организация в оккупированной нацистами Литве. Ответственная за истребление тысяч евреев, принимала участие в борьбе против советских партизан и защищала военные объекты. Словосочетание «национальный труд» в названии является литовским эквивалентом национал-социализма. Название также связано с Ассоциацией железных волков.

## Идеологические основы
25 января 1941 года основатель и глава Литовского фронта активистов (ЛФА) Казис Шкирпа (Kazys Škirpa) представил подполковнику абвера Курту Гребе план, который предусматривал создание Национального трудового охранного батальона. Литовские эмигранты активно вступали в организацию, отделения которой были в Берлине и Восточной Пруссии.
24 марта 1941 года от лица Литовского фронта активистов Казис Шкирпа написал строго секретные «Указания по освобождению Литвы» ("Lietuvai išlaisvinti nurodymai"), предназначенные для подготовки восстания с началом советско-немецкой войны. Целью было «восстановить независимое Литовское государство и исправить его основу, которая бы имела способность поддерживать единство нации, способствовало укреплению нации, национального сопротивления, улучшить моральное сопротивление нации в соответствии с христианскими моральными принципами, развивать национальный, экономический и культурный прогресс, гарантировать социальную справедливость, искоренить корни любой небрежности, коррупции, беззакония и вырождения коммунистической еврейской эксплуатации».
Март 1941 года. Адольф Гитлер выступил со своей речью перед генералами, что собирается воевать с Советским Союзом, что будет «ограниченная война с комиссарами, евреями и коммунистами». Считается, что он тотальное уничтожение евреев (дети, женщины, старики) началось только в 1941 году. В декабре того же года Красная Армия переходит в контрнаступление в битве за Москву. Между тем, говоря о Литве, Гитлер сказал, что «литовцы, добровольно уничтожив всех литовских евреев, смоют и остальную часть мусора». Литовскому народу распространяли идеи, необходимые для укрепления антикоммунистического движения и антиеврейских кампаний, что «начнётся русско-немецкая война, русская Красная Армия будет отброшена из Литвы, что Литва снова станет свободным и независимым государством. Важно воспользоваться этой возможностью, чтобы избавиться от евреев. Цель — заставить евреев бежать из Литвы вместе с красными.»

## Формирование
Когда нацистская Германия объявила войну СССР и вторглась в Литву, Временное правительство Литвы объявило независимости 23 июня 1941 года. Литовцы надеялись восстановить независимую Литву, которая существовала до советской оккупации или по крайней мере получить некоторую автономию от нацистской Германии. В попытке восстановить литовскую армию, Временное правительство объявило о формировании ТДА в Каунасе 28 июня. Планы о формировании ТДА были созданы ещё 24 марта 1941 года. Добровольцы ТДА носили белую повязку с чёрными буквами TDA на рукавах. Андрюс Буткунас стал первым командиром сформированного батальона . Целями формирования была защита стратегических объектов (таких как мосты или железные дороги), охрана советских военнопленных, охрана общественного порядка в Каунасе и его окрестностях.
К 4 июля 724 человека, в основном бывшие литовские солдаты и партизаны, сражаясь в июньском восстании против отступающей Красной Армии, откликнулись на объявление и записались в батальон. К концу июля было сформировано семь рот. На момент его формирования ТДА был единственным вооружённым формированием в Каунасе, и нацистские власти использовали его в своих интересах.

## Деятельность

### Преступления против евреев
Согласно докладу Карла Егера от 6 июля 1941 года, командир айнзацгруппы А, двум ротам ТДА были даны приказы, связанные с массовыым убийством евреев: одна рота охраняла и уничтожала евреев в седьмом форте Каунасской крепости, а другая перешла в подчинение Айнзацкомандованию. В соответствии с обширными послевоенными исследованиями советских властей, роты ТДА были вовлечены в массовые расстрелы евреев. В свете такого развития событий ТДА начали терять своих членов: между 5 июля и 11 июля 117 человек покинули 1-ю роту, которая особенно часто расстреливала евреев, командир роты покончил жизнь самоубийством 12 июля. 3-я рота была передана в подчинение Мобильной команды под руководством Иоахима Хаманна и Бронюса Норкуса. Совершались массовые убийства евреев в сельской местности. На основе данных доклада Карла Егера, члены ТДА убили около 26000 евреев в период с июля по декабрь 1941 года.

### Реорганизация
В ночь с 23 на 24 июля некоторые члены ТДА были вовлечены в попытку государственного переворота против Временного правительства. В ходе переворота, организованного членами военизированной организации "Железного Волка" (Geležinis Vilkas) при поддержке немецкого гестапо, удалось заменить руководство ТДА. Руководство "Железного волка" теперь могло рекомендовать или увольнять членов ТДА. Командующий Буткунас был заменен на Казиса Шимкуса. Временное правительство объявило о самороспуске 5 августа 1941 года. На следующий день Франц Лехтхалер взял на себя командование всеми полицейскими подразделениями, в том числе и ТДА. 7 августа, когда в ТДА насчитывалось 703 человека, Лехтхалер приказал батальону реорганизоваться в два батальона вспомогательной полиции (лит. Pagalbinės policijos tarnyba, сокращённо PPT) и переименоваться. В течение августа были сформированы ещё три батальона PPT. В октябре эти пять батальонов были переименованы в охранные батальоны (лит. Apsaugos batalionas).

### Ликвидация и преследования
В декабре пять батальонов были вновь реорганизованы: 1-й батальон стал 13-м, 2-й — 12-м, и 3-й — 11-м батальоном Частей литовской самообороны (лит. Lietuvių savisaugos dalys). В 1942 году новый 13-й батальон был переведён для борьбы с советскими партизанами под Псков и Тверь. 13-й батальон начал отступать с потерями вместе с вермахтом в 1944 году. Его члены были захвачены в плен Красной Армией или скрылись в литовских лесах. Многие члены подвергались преследованиям со стороны советских властей за их антисоветскую деятельность. Некоторые из них были казнены, другие заключены в ГУЛАГ. Судебные процессы продолжались до 1979 года, когда в последний раз была применена смертная казнь в Минске.